# Vierkinderen

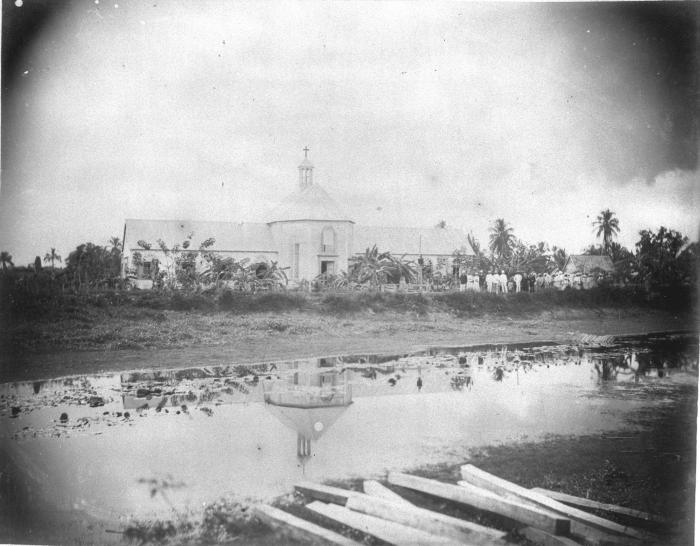
De rooms-katholieke kerk 'Op de Vier Kinderen' op plantage Marianella bij Republiek (Ca. 1895), foto Julius Eduard Muller

Vierkinderen is een plaats in het district Para in Suriname. Ze is ontstaan in de koloniale tijd uit de houtgrond (en suikerplantage) De Vier Kinderen. Vierkinderen is gelegen aan de  Tawaycoerakreek, die uitmondt in de Coropinakreek. Ze lag tussen de plantages La Prosperité en Mongagnepain. In het Sranantongo werd de plantage ook wel naar de eigenaren genoemd: Koeterie / Koetiri / Kuti (naar Coutier) en Butnerie (naar Buttner). 

## Eigenaren
Achtereenvolgende eigenaren zijn geweest: 
- 17?? Jeremias Papot
- 1729 Weduwe Papot
- 1737 Erven Papot
- 1757 Louis Coutier, erven Papot
- 1768 Daniel Buttner
- 1775 Weduwe Buttner
- 1829 Erven Buttner
- 1834 J.J. en L.A. de Mesquita
- 1857 Wilhelm Eduard Rühmann
- 20e eeuw Pandiet Paragh
- 1974 Surinaamse overheid, daarna verkaveling

## 18e Eeuw
De plantage werd aangelegd door Jeremias Papot onder de naam 'Les 4 Enfans'. Papot schreef zich in 1702 in bij de Gereformeerde kerk van Paramaribo. De familie Papot bezat ook plantage L'Espérance aan de Coropinakreek. In 1729 werd Vierkinderen -onder de weduwe Papot- door marrons aangevallen, waarbij veertig slaven ontsnapten. 
Onder Coutier, die trouwde met een dochter van Papot, was Vierkinderen een suikerplantage met 80 slaven.
Onder Buttner -de grond was reeds uitgeput- werd Vierkinderen een houtplantage met 54 slaven. Daniel Buttner bezat ook koffieplantage Mon Désir waar hij in 1775 begraven werd. Zijn vrouw Anna Maria was in 1771 met een huishouding van vijf slaven naar Amsterdam gereisd. Zij breidde de houtgrond uit van 2.000 akkers in 1821 naar 5.000 akkers (gelijk aan 2.150 hectaren) in 1827.

## 19e Eeuw
In 1830 wordt Vierkinderen te koop gezet, maar de verkoop vindt pas plaats in 1834, aan de Joodse houtvesters De Mesquita. In 1843 bestond hun slavenmacht uit 176 personen. De best verkoopbare houtsoorten waren echter reeds uitgewerkt. In 1857 kocht de multipele plantageadministrateur Rühmann de gronden over. 
Op een aquarel uit 1860 is een militaire post genaamd 'Republiek' te zien. Waarschijnlijk is deze al veel vroeger in de 19e eeuw aangelegd. 
Ingevolge de emancipatiewet kreeg Rühmann in 1863 een 'tegemoetkoming' van de Nederlandse staat à f 56.700 gulden voor het verlies van 196 slaven op Vierkinderen. Ruhmann was tevens eigenaar van plantage Groot Cuylenburg aan de Cottica (tegemoetkoming f 25.800,-), Frederikslust aan de Warapperkreek (tegemoetkoming f 62.100,-), Halle in Saxen aan de Waymoekreek (f 29.400,-), Nieuwhoop aan de Commewijne (f 48.300,-), Picardië aan de Commewijne (f 16.200,-), en Waterland en Adrichem aan de Surinamerivier (f 15.000,-)
Enkele bekende Surinaamse familienamen hebben hun oorsprong op Vierkinderen, zoals Cairo, Ligeon, Panka en Sno. Op 7 oktober 1880 is Vierkinderen gekocht door de opwonenden (dit gebeurde rond die tijd ook op andere plantages in Para). Op het Eigenarenmonument van Vierkinderen worden zij herdacht: J. Clare, W. Sno, F. Brazil, J. Lijpzig, H. Cairo, S. Gambier, A. Marengo, S. Panka, J. Symor en M. Ligeon.

## 20e Eeuw
In de periode 1904-1912 werd een spoorweg aangelegd naar de goudvelden van boven-Suriname, de Lawaspoorweg. Vierkinderen (Marianella) had door de spoorlijn al vroeg een goede verbinding met de stad. Halteplaatsen kwamen ook te Prosperité (Bersaba) en Republiek. Deze plaatsen werden hierdoor uit hun isolement gehaald.
In de periode van de R.K. missie werd Vierkinderen ook wel Marianella genoemd. Cornelius van Coll had er een missiepost opgericht. Het kerkje aldaar is ontworpen door de redemptorist Franciscus Harmes. Vanaf 1906 was pater Schröder pastoor te Marianella. In 1917 was Franciscus Kusters pastoor en hoofd der school. De Marianella Jongensschool telde toen 45 leerlingen. In 1937 telde de school 76 leerlingen; 39 jongens en 37 meisjes.
In het najaar van 1938 liep Vierkinderen geheel onder water, alle vervoer moest per boot. De 'waterplaag' was een terugkerend probleem. De lengte van de weggeslagen brug over de Coropina moest van 30 naar 100 meter verbreed.
In de jaren zestig en zeventig woedde er een eigendomsstrijd op Vierkinderen. In 1972 erkenden de bewoners dat de industrieel en grootgrondbezitter Pandiet Paragh eigenaar was. Zij wilden de grond van hem overkopen. De arme landbouwers, verenigd in een coöperatie, verkochten vee en goederen om aanbetalingen te kunnen doen voor een stuk land van 7,5 kilometer aan het Pad van Wanica. Zij konden de vraagprijs echter niet opbrengen en voerden diverse acties. In augustus 1974 koopt de regering onder leiding van Henck Arron uiteindelijk 198 hectaren voor een bedrag van 1 miljoen gulden ten einde dezen te verkavelen en door te verkopen aan de opwonenden, dan wel in erfpacht te geven. Vierkinderen is sindsdien verder verkaveld. Voor veel oorspronkelijke bewoners zijn de koop- en huurprijzen echter te hoog gebleken.

## 21e Eeuw
Vierkinderen heeft zich ontwikkeld tot recreatiedorp. Het heeft een resort met vakantiehuisjes en er is een kinderboerderij genaamd De 4 Kinderen.

## Geboren
- Willem Symor, alias Pa Sem (1936-2008)

A la bonne heure · Anna's Zorg · Akkerboom · Alliance · Alkmaar · Andresa · Auka · Andreesgift · Bantaskine · Barbados · Batavia · Beekenhorst · Belladrum · Bellevue · Belwaarde · Beninenburg · Berg en Dal · Bergen op Zoom · Berlijn (Commewijne) · Berlijn (Para) · Bethlehem · Boksweide · Boston · Botany Bay · Boxel · Bronswijk · Brouwerslust · Bruinendaal · Bucklebury · Buitenrust · Burnside · Cadrosspark · Caledonia · Campenburg · Cannewapibo · Catharina Sophia · Clevia  · Cliffort-Kokshoven · Clyde · Concordia · Concordia en een Kwart Lot · Courcabo · De Dageraad · De Goede Vriendschap · De Resolutie · De Vier Hendrikken · Diamond · Dijkveld · Domburg · Dordrecht · Eendragt · Elisabeth's Hoop · Ellen · L'Espérance (Nickerierivier) · L'Espérance (Surinamerivier) · Esthersrust · Fairfield · Fortuin · Flora · Florentia · Frederiksburg · Frederiksdorp · Frederikslust · Geertruidenberg · Geyersvlijt · Glensander · Gloria · Groot Chatillon · Groot Marseille · Guadeloupe · Hague · Hamburg · Hamilton · Hamptoncourt · Hannover · Hazard · Hebron · Hecht en Sterk · Hooyland · Hope · Houttuin · Huntly · Huwelijkszorg · Inverness · Jagtlust · Jodensavanne · Johan & Margaretha · Johanna Catharina · Johanna Maria · Johannesburg · John · Katwijk · Kent · Kerkshoven · Killenstein · Klein Bellevue · Kleinhoop · Krappahoek · Kroonenburg · Kwatta · La Jalousie · La Prosperité · La Rencontre · La Ressource (Saramacca) · La Ressource (Surinamerivier) · La Singularité · Laarwijk · Leasowes · Leliëndaal · Leonsberg · Livorno · Longmay · Lunenburg · Lust en Rust · Lustrijk · Maasstroom · Margarethenburg · Maria Petronella · Mariënbosch · Mariënburg · Margaretha's Gift · Mary's Hope · Meerzorg · Merveille · Moed en Kommer · Mon Bijou · Mon Souci · Mon Trésor · Monnikendam · Mopentibo · Morgenster · Moy · Nieuw Mocha · Nieuwzorg · Nieuwe Aanleg · De Nieuwe Grond · Nijd en Spijt · Novar · Nursery · Nut en Schadelijk · Onoribo · Onverwacht · Oranibo · Ornamibo · Overbrug · Overtoom 
· Oxford · Palestina · Paradise · Persévérance · Petersburg · Picardië · Peperpot · Pieterszorg · Plaisance · Poelwijk · Potosie · Purmerend · Reijnsdorp · Reijnsfort · Rijnberk · Roosenburg · Rorac · Rust en Werk · Rustenburg · Saltzhalen · Sans Souci · Saphir · Sarah · Sardam · Schaapstede · Schoonoord · Sinabo en Gelre · Sint Barbara · Sint Eustatius · Slootwijk · Sorgvliet · Spieringshoek · Standvastigheid · Suidwijn · Suzanna's Daal · Toevlugt (Surinamerivier) · Tout Lui Faut · Toledo · Totness · Tyronne · 't Vertrouwen · Victoria · Vierkinderen · Visserszorg · Voorburg · Voorzorg (Saramacca) · Vossenburg · Vredenburg · Vriendsbeleid en Ouderzorg · Vreeland · Waltonhall · Waldijk · Waterloo · Wederzorg · Welbedacht · Welgelegen (Commewijne) · Welgelegen (Coronie) · Welgevallen · Weltevreden · Wolffs Capoerica · Wolfenbüttel · 't Ylant · Zoelen · Zorg en Hoop (hout) · Zorg en Hoop (indigo) · Zorg en Hoop (katoen) · Zorg en Hoop (suiker)